# شريحة متقلبة (علم الفلك)

رسم هرتزبرونغ-راسل بإضافة الشريحة المتقلبة

الشريحة المتقلبة (بالإنجليزية: Instability strip)‏ في علم الفلك مصطلح يشير عادة إلى شريط شبه عمودي ضيق في رسم هرتزبرونغ-راسل يشغله العديد من الأنواع المختلفة من النجوم المتغيرة النابضة التي تشمل: نجوم -دلتا- الدرع ومتغيرات العنقاء أس أكس ونجوم إيه بي السريعة التذبذب (roAps) بالقرب من النسق الأساسي ويشمل أيضا متغيرات نجوم -RR- السلياق حيثما تتقاطع مع الفرع الأفقي والمتغيرات القيفاوية حيثما تعبر مرحلة العمالقة.
وبما أن نبضات متغيرات (أر في الثور) لها نفس الآلية، فغالبا ما تعتبر من ضمن هذة الشريحة، وتحتل مساحة على يمين المتغيرات القيفاوية الأكثر إشراقا (وفي درجات حرارة منخفضة).
معظم النجوم الأكبر كتلة من الشمس تدخل ضمن الشريحة المتقلبة وتصبح متغيرة مرة واحدة على الأقل بعد أن تغادر النسق الأساسي. ويعاني النجم ضمن هذه المنطقة من عدم الاستقرار الذي يسبب تذبذب النجم وتفاوت لمعانة
.